# Тиссен, Марианн
Марианн Леони Петрус Тиссен (нидерл. Marianne Leonie Petrus Thyssen; 24 июля 1956, Синт-Гиллис-Ваас) — бельгийский фламандский политик, европейский комиссар занятости, социальной политики, профессионального обучения и трудовой мобильности в комиссии Юнкера (2014—2019).

## Биография
В 1979 году окончила Лёвенский католический университет, где изучала право. В этом же году стала работать на юридическом факультете своей alma mater, в 1980 году стала юрисконсультом Союза независимых предпринимателей (UNIZO) и Markant — территориального подразделения Европейской системы закупок бакалеи European Marketing Distribution для Германии, Австрии, Чехии и Словакии. В 1988 году возглавила исследовательскую службу UNIZO и оставила эту организацию в 1991 году в должности заместителя генерального секретаря. В тот же период являлась адвокатом Криса Петерса, который впоследствии стал премьер-министром Фландрии. В 1988—1990 годах занимала должность юридического консультанта статс-секретаря Министерства здравоохранения Вивины Деместер. В ходе европейских выборов 1989 года вошла в список Христианской народной партии.
В 1991 году избрана в Европарламент, впоследствии неизменно переизбиралась. Входила во фракцию Европейской народной партии.
В 2008 году избрана председателем ХДФ и затем возглавляла партийный список в самом большом избирательном округе на выборах в Сенат.
В 2009 году награждена медалью Робера Шумана, которую фракция ЕНП учредила в 1986 году для чествования тех, кто в общественной и личной деятельности продвигает дело мира, созидания Европы и распространения гуманистических ценностей.
23 июня 2010 года, после сокрушительного поражения фламандских христианских демократов на парламентских выборах 13 июня, по итогам которых их представительство в Палате представителей сократилось с 24 до 17, а триумфаторами стали националисты из Нового фламандского альянса, Тиссен ушла в отставку с поста партийного лидера, уступив его временно исполняющему обязанности Вутеру Беке.
1 ноября 2014 года вступила в должность еврокомиссара занятости, социальной политики, профессиональной подготовки и трудовой мобильности в комиссии Юнкера.